# Championnats de France d'escalade 2024
Navigation
Édition précédente Édition suivante
Les championnats de France d'escalade de 2024 se décomposent en trois week-ends : un pour chaque discipline.
Les championnats de France d'escalade de bloc ont eu lieu les 16 et 17 février à Valence, dans le département de la Drôme. Les titres féminins et masculins sont remportés par Oriane Bertone et Kito Martini.
Le championnat de France d'escalade de vitesse s'est déroulé le 16 mars à Anse, dans le Rhône. Le titre masculin est remporté par Pierre Rebreyend  et le titre féminin est remporté par Capucine Viglione.
Les championnats de France d'escalade de difficulté ont eu lieu les 4 et 05 mai à Tarbes, dans les Hautes-Pyrénées. Manon Hily et Lucas Dufros y sont sacrés champions de France.

## Palmarès
| Bloc   | Or             | Argent        | Bronze        |
| ------ | -------------- | ------------- | ------------- |
| Femmes | Oriane Bertone | Zélia Avezou  | Naïlé Meignan |
| Hommes | Kito Martini   | Mickaël Mawem | Mejdi Schalck |

| Vitesse (voie record) | Or                | Argent      | Bronze           |
| --------------------- | ----------------- | ----------- | ---------------- |
| Femmes                | Capucine Viglione | Manon Lebon | Victoire Andrier |
| Hommes                | Pierre Rebreyend  | Max Mengual | Jerome Morel     |

| Difficulté | Or           | Argent             | Bronze          |
| ---------- | ------------ | ------------------ | --------------- |
| Femmes     | Manon Hily   | Ina Plassoux Djiga | Camille Pouget  |
| Hommes     | Lucas Dufros | Jules Marchaland   | Hugo Parmentier |